# Penny Lane
1967. február 17-én (az USA-ban már február 13-án) jelent meg a The Beatles Penny Lane című dala a dupla A-oldalas Penny Lane/Strawberry Fields Forever című kislemezen. (A lemez másik oldalán John Lennon Strawberry Fields Forever című dala hallható.)
Bár Lennon-McCartney szerzeményként jelölték, nagyrészt Paul McCartney írta. A dalt a Sgt. Pepper's Lonely Hearts Club Band felvétele idején készítették el. George Martin szerint a két dal párosításának köszönhetően ez a zenekar legjobb kislemeze. 1967. november 27-én a két dal a Magical Mystery Tour amerikai kiadásán is megjelent. A dal címét Liverpool egyik utcája adta; a Penny Lane és a Smithdown Road kereszteződésének környékét szintén Penny Lane-nek hívják. A liverpooliak között a „Penny Lane” az Allerton Road és a Smithdown Road körüli bevásárlónegyedet jelentette.
Paul és John gyerekkorukban ezen a környéken nőttek fel, és sokszor játszottak az említett kereszteződés környékén. Az utca a városba látogató Beatles-rajongók egyik úticéljává vált. Régebben a „Penny Lane” feliratú utcanévtáblákat gyakran ellopták, így rendszeresen pótolni kellett azokat. Végül a város vezetői feladták a küzdelmet, és az utca nevét a házfalakra festették. Ugyanez a helyzet a Smithdown Road kereszteződésében, de az út másik végén már valódi tábla van.
Az előző dupla A-oldalas (Yellow Submarine/Eleanor Rigby) kislemez sikere nyomán Brian Epstein új dalok felől érdeklődött. Ez az oka, hogy végül egyik dal sem került fel a Sgt. Pepper's Lonely Hearts Club Band című albumra. George Martin a mai napig bánja döntését. Ez volt az első kislemez az Egyesült Királyságban, ami külön erre a célra készített képes tasakban jelent meg (ez ott ritkaság volt). Az USA-ban és más országokban (például Japánban) ez bevett gyakorlatnak számított.

## Érdekességek
A Penny Lane megtévesztő nevének semmi köze a valutaegységhez: az utcát egy 18. századi brit rabszolgakereskedőről, James Penny-ről nevezték el.

## Közreműködők
- Paul McCartney – ének, zongora, basszusgitár, csörgődob, effektek
- John Lennon – vokál, zongora, gitár, konga, taps
- George Harrison – vokál, gitár
- Ringo Starr – dob, kézi harang
- George Martin – zongora
- Ray Swinfield – fuvola
- P. Goody – fuvola
- Manny Winters – pikoló
- Dennis Walton – pikoló
- David Mason – trombita
- Leon Calvert – trombita
- Freddy Clayton – trombita
- Bert Courtley – szárnykürt
- Duncan Campbell – szárnykürt
- Dick Morgan – oboa
- Mike Winfield – angolkürt
- Frank Clarke – nagybőgő

### Produkció
- Geoff Emerick – hangmérnök
- George Martin – producer